# Holly Letkeman
 (juillet 2021).
Holly Letkeman (née le 29 novembre 1983 à Winnipeg), plus simplement connue sous le pseudonyme de Rosemary, est une catcheuse (lutteuse professionnelle) canadienne. Elle travaille actuellement à la Impact Wrestling où elle est une ancienne championne des Knockouts.
Elle se fait connaitre dans des fédérations de catch féminin comme la Shimmer Women Athletes sous le nom de Courtney Rush où elle a été championne par équipe de la Shimmer avec Sara Del Rey.

## Jeunesse
Letkeman grandit à Stonewall dans la banlieue de Winnipeg. Elle s'intéresse au catch quand elle est au lycée car son petit ami est dans une école de catch.
Après le lycée, elle étudie le cinéma à l'université de Winnipeg.

## Carrière

### Entrainement et début sur le circuit indépendant (2007-...)
Après avoir travaillé dans le cinéma, Letkeman décide de s'inscrire dans une école de catch. Elle hésite entre deux écoles : celle de Lance Storm et celle de Scott D'Amore. C'est dans celle de ce dernier qu'elle intègre en mai 2007 et s'entraine pendant neuf mois. Elle participe à son premier combat le 30 janvier 2008 sous le nom de Haley Rogers et bat ce jour-là Casey Maguire.
Le 3 février 2018 lors de AAW The Chaos Theory, elle perd contre Jessicka Havok et ne remporte pas le AAW Women's Championship. 

### Shimmer Women Athletes (2010-2016)
Courtney Rush apparaît pour la première fois à la Shimmer Women Athletes (SHIMMER) le 26 mars 2011 au cours de SHIMMER 37 où elle perd face à Mena Libra.

### Total Nonstop Action Wrestling/Impact Wrestling (2016-...)

#### Decay et TNA Women's Knockout Champion (2016-2017)
En janvier 2016, Letkeman signe un contrat avec la Total Nonstop Action Wrestling. Le 1er décembre, elle remporte le Knockout Championship vacant contre Jade au cours d'un Six Sides of Steel Match.
Le 13 avril 2017 à Impact, elle bat Santana Garrett. Le 2 juillet 2017 lors de Slamiversary XV, elle perd le titre contre Sienna après 266 jours de règne. Le 7 décembre 2017 à Impact, elle bat Allie et Sienna lors d'un Three Way Match.  
Le 18 janvier 2018 à Impact, elle bat KC Spinelli. Le 15 février 2018 à Impact, elle bat Hania, elle se fait attaquer par cette dernière après le match mais elle réussira tout de même à prendre le dessus et à la faire fuir. Le 1er mars 2018 à Impact, elle bat Hania. Le 15 mars à Impact, elle affronte Taya Valkyrie mais le match se termine en double décompte à l'extèrieur, après le match elle reçoit un Road to Valhalla sur la rampe d'accès de la part de Valkyrie. Le 29 mars à Impact, elle attaque Taya Valkyrie dans les coulisses. Le 12 avril à Impact, elle bat Taya Valkyrie au cours d'un Demon's Dance Match. 
Le 26 avril à Impact, elle vient en aide à Allie qui se faisait agresser par Su Yung. Le 3 mai à Impact, elle est attaquée par Su Yung lors de son entrée et se fait enfermée dans un cercueil. Le 6 janvier 2019 lors de Homecoming, elle effectue son retour en empêchant Su Yung d'enfermer Kiera Hogan dans un cercueil. Elle confronte ensuite Allie devenue l'alliée de Yung mais cette dernière prit la fuite. Le 8 mars à Impact, Rosemary effectue son retour en action en gagnant avec Kiera Hogan et Jordynne Grace contre Su Yung, Dark Allie et une Undead Bridesmaid. Le 7 juin à Impact, elle bat Taya Valkyrie par disqualification après s'être fait attaquer par Jessicka Havok qui lui porta un Tombstone Piledriver.

#### Reformation de Decay et Tag Team Championship (2021-...)
Le 18 juillet 2021 lors de Slammiversary, Rosemary et Havok battent Fire N' Flava et remportent les championnats par équipe des Knockouts d'Impact.

## Palmarès
- Acclaim Pro Wrestling
  - 1 fois APW Women's Champion
  - 1 fois APW Tag Team Champion avec KC Spinelli

- Bellatrix Female Warriors
- 1 fois Bellatrix World Champion

- Great Canadian Wrestling
  - 1 fois GCW W.I.L.D. Champion

- nCw Femmes Fatales
  - 1 fois nCw Femmes Fatales Champion

- Pure Wrestling Association
  - 1 fois PWA Canadian Elite Women's Champion

- Shimmer Women Athletes
  - 1 fois Shimmer Tag Team Champion avec Sara Del Rey

- Total Nonstop Action/Impact Wrestling
  - 1 fois TNA Knockouts Champion
  - 3 fois Impact Knockouts Tag Team Champion avec Havok (1), Taya Valkyrie (1), Jessicka et Taya Valkyrie (1) (actuelle)

- Tri-City Wrestling
  - 1 fois Women's Champion

## Récompenses des magazines
- Pro Wrestling Illustrated

| Année | 2013 | 2014 | 2015 | 2016 | 2017 | 2018 | 2019 | 2020 | 2021 | 2022 |
| ----- | ---- | ---- | ---- | ---- | ---- | ---- | ---- | ---- | ---- | ---- |
| Rang  | 23   | 8    | 9    | 14   | 13   | 22   | 21   | 42   | 67   | 66   |